# Михали (Киржачский район)
Михали — деревня в Киржачском районе Владимирской области России, входит в состав Горкинского сельского поселения.

## География
Деревня расположена в 13 км на юг от центра поселения посёлка Горка и в 10 км на запад от райцентра города Киржач.

## История
В XIX — начале XX века деревня входила в состав Лукьянцевской волости Покровского уезда, с 1926 года — в составе Киржачской волости Александровского уезда. В 1859 году в деревне числилось 4 дворов, в 1905 году — 11 дворов, в 1926 году — 12 дворов.
С 1929 года деревня входила в состав Елецкого сельсовета Киржачского района, с 1954 года — в составе Храпковского сельсовета, с 1959 года — в составе Бельковского сельсовета, с 1971 года — в составе Горкинского сельсовета, с 2005 года — в составе Горкинского сельского поселения.

## Население
| 1859 | 1905 | 1926 | 2002 | 2010 | 2021 |
| ---- | ---- | ---- | ---- | ---- | ---- |
| 30   | ↗67  | ↘61  | ↘0   | →0   | ↗2   |